# North Park (San Diego)
North Park es un barrio en San Diego, California, EE. UU. Está situado en el noroeste de Balboa Park, y limita al norte con El Cajon Boulevard, al sur con la Calle Juniper y el barrio South Park, al este con la Interestatal 805 y City Heights, y al oeste con Florida Canyon y Hillcrest. (Anteriormente la parte de la interestatal 805 que limita con North Park era considerada la Calle 35, por lo que ahora es parte de City Heights.)
El letrero de North Park puede ser visto desde la Calle 30 y la Avenida University, y muy a menudo es considerado por los locales como el corazón del barrio.
North Park incluye a los sub-barrios de Burlingame, Altadena, y el área de Morley Field (sitio del propuesto Distrito Histórico Dryden).
En los años 2000 North Park empezó a gentrificarse y a incrementar el precio de las viviendas de forma muy drástica.

## Historia
En el verano de 1893, el comerciante sandieguino Joseph Nash vendió 40 acres de terreno al noreste del Parque Balboa a James Monroe Hartley, que deseaba desarrollar una huerta de limoneros. La familia Hartley empezó el arduo proceso de limpiar el terreno para prepararlo para la huerta, pero proveer constantemente un riego a los árboles fue siempre un problema. Varios barriles de agua tuvieron que ser remolcados desde el centro de San Diego en un camino que posteriormente se convirtió en Pershing Drive.
Mientras San Diego seguía creciendo, la huerta de limoneros de la familia Hartley empezó a unirse con la ciudad especialmente al oeste de la Calle Ray, al este por la Calle 32, al norte por la Avenida University y al sur por la Calle Dwight. Hartley empezó a llamar a la zona "Hartley's North Park" - y en los siguientes años, North Park había sido ya "tragado" por la ciudad de San Diego y empezaron a llamarlo el nuevo suburbio de "North Park."
En 1911, el hijo mayor de Hartley, Jack, y un familiar (cuñado de William Jay Stevens) empezaron a desarrollar un plan para construir el primer distrito comercial y residencial de San Diego. Después de que "Stevens & Hartley" establecieran la primera firma mobiliaria de North Park, en 1905 Jack y William construyeron el primer "edificio" comercial de North Park, conocido como el edificio Stevens. Estaba localizado en la esquina noroeste de la Calle 30 y la Avenida University (ahora se encuentra el edificio "Western Dental" ). "Thirtieth & University" se convirtió en el lugar simbólico de North Park's el cual 10 años después se convirtió en el corazón del distrito.

North Park fue el sitio del accidente aéreo del Vuelo PSA 182, considerado hasta la fecha como el peor accidente aéreo de California.

## Libros
- North Park: A San Diego Urban Village recollects the development of the neighborhood from 1896-1946. Copies of this book are available from the North Park Historical Society and online bookstores.